# Роберто Пікколі
Роберто Пікколі (італ. Roberto Piccoli; нар. 27 січня 2001, Бергамо, Італія) — італійський футболіст, нападник клубу «Аталанта». На правах оренди грає за «Кальярі».

## Клубна кар'єра
Ввихованець клубу «Аталанта». 15 квітня 2019 року в матчі проти «Емполі» він дебютував в італійській Серії A.
15 вересня 2020 року на умовах оренди перейшов до абсолютного новачка найвищого італійського дивізіону клубу «Спеція». Протягом сезону 2020/21 провів у її складі 20 матчів і відзначився п'ятьма голами.
Другу половину 2021 року провів в «Аталанті», де вже також регулярно залучався до ігор найвищого італійського дивізіону, утім на початку 2022 року був знову відданий в оренду, цього разу до «Дженоа». Влітку попрямував у чергову оренду, цього разу до «Верони», де провів півроку. А другу половину сезону 2022/23 на аналогічних умовах захищав кольори «Емполі».
31 серпня 2023 року учергово був орендований, цього разу клубом «Лечче».

## Виступи за збірні
2016 року дебютував у складі юнацької збірної Італії (U-15), загалом на юнацькому рівні взяв участь у 44 іграх, відзначившись 11 забитими голами.
2021 року залучаdся до складу молодіжної збірної Італії, взявши участь у 4 іграх.

## Статистика виступів

### Статистика клубних виступів
Станом на 31 серпня 2023
| Сезон                | Команда              | Чемпіонат            | Чемпіонат | Чемпіонат | Національний кубок | Національний кубок | Національний кубок | Континентальні кубки | Континентальні кубки | Континентальні кубки | Інші змагання | Інші змагання | Інші змагання | Усього | Усього |
| Сезон                | Команда              | Ліга                 | Ігор      | Голів     | Ліга               | Ігор               | Голів              | Ліга                 | Ігор                 | Голів                | Ліга          | Ігор          | Голів         | Ігор   | Голів  |
| -------------------- | -------------------- | -------------------- | --------- | --------- | ------------------ | ------------------ | ------------------ | -------------------- | -------------------- | -------------------- | ------------- | ------------- | ------------- | ------ | ------ |
| 2018–19              | «Аталанта»           | A                    | 2         | 0         | КІ                 | 0                  | 0                  | ЛЄ                   | -                    | -                    | -             | -             | -             | 2      | 0      |
| 2019–20              | «Аталанта»           | A                    | 1         | 0         | КІ                 | 0                  | 0                  | ЛЧ                   | 0                    | 0                    | -             | -             | -             | 1      | 0      |
| 2020–21              | «Спеція»             | A                    | 20        | 5         | КІ                 | 3                  | 1                  | -                    | -                    | -                    | -             | -             | -             | 23     | 6      |
| 2021-січ. 2022       | «Аталанта»           | A                    | 12        | 1         | КІ                 | 0                  | 0                  | ЛЧ                   | 0                    | 0                    | -             | -             | -             | 12     | 1      |
| Усього за «Аталанту» | Усього за «Аталанту» | Усього за «Аталанту» | 15        | 1         |                    | 0                  | 0                  |                      | 0                    | 0                    |               | -             | -             | 15     | 1      |
| січ.-черв. 2022      | «Дженоа»             | A                    | 5         | 0         | КІ                 | -                  | -                  | -                    | -                    | -                    | -             | -             | -             | 5      | 0      |
| 2022–23              | «Верона»             | A                    | 7         | 0         | КІ                 | 1                  | 0                  | -                    | -                    | -                    | -             | -             | -             | 8      | 0      |
| січ.-черв. 2023      | «Емполі»             | A                    | 11        | 2         | КІ                 | -                  | -                  | -                    | -                    | -                    | -             | -             | -             | 11     | 2      |
| Усього за кар'єру    | Усього за кар'єру    | Усього за кар'єру    | 58        | 8         |                    | 4                  | 1                  |                      | 0                    | 0                    |               | -             | -             | 62     | 9      |

### Статистика виступів за збірну
| Дата       | Місто     | Господарі            | Результат | Гості      | Турнір                             | Голи | Примітки |
| ---------- | --------- | -------------------- | --------- | ---------- | ---------------------------------- | ---- | -------- |
| 3-9-2021   | Empoli    | Італія               | 3 – 0     | Люксембург | Кваліфікація молодіжного Євро-2023 | -    | 46'      |
| 8-10-2021  | Зениця    | Боснія і Герцеговина | 1 – 2     | Італія     | Кваліфікація молодіжного Євро-2023 | -    | 67'      |
| 12-10-2021 | Монца     | Італія               | 1 – 1     | Швеція     | Кваліфікація молодіжного Євро-2023 | -    | 82'      |
| 16-11-2021 | Фрозіноне | Італія               | 4 – 2     | Румунія    | Товариський матч                   | -    | 46'      |
| Усього     |           | Матчів               | 4         |            | Голів                              | 0    |          |